# Femme Fatale (album)
Femme Fatale is het zevende studioalbum van de Amerikaanse popzangeres Britney Spears, dat op 25 maart 2011 uitkwam. Het album werd tussen 2009 en 2011 opgenomen met medewerking van de producers Max Martin en Dr. Luke. De leadsingle Hold It Against Me kwam uit op 11 januari 2011 en behaalde in zeven landen de hoogste plaats in de hitlijst. De tweede single, Till the World Ends, verscheen op 4 maart 2011 maar was al op 3 maart uitgelekt. Het album werd goed ontvangen en kreeg veel positieve recensies.

## Achtergrond en ontwikkeling
In juni 2010 vertelde producer Danja in een interview dat hij samen met Spears aan het werk was voor haar volgende album, Femme Fatale. In augustus 2011 zei Darkchild tijdens een Ustream-sessie dat Spears' fans binnen een aantal weken goed nieuws zouden krijgen. Spears' manager, Adam Leber, ontkende dit. Later vertelde Leber aan het Amerikaanse tijdschrift Entertainment Weekly dat het een progressieve sound zou worden en totaal iets anders dan Spears' eerdere werk. In november 2010 maakte Dr. Luke bekend dat hij de uitvoerend producent was, in samenwerking met Max Martin. Op 12 november zei Spears op Twitter dat ze met Luke en Martin 'een monsterlied' opgenomen had.
In januari 2011 deed Danja een interview met MTV, waarin ze vertelde dat Britney nog midden in de opnamen zat en dat hij niet met haar gewerkt had. Op 2 februari zei Dr. Luke in een interview met het Amerikaanse muziektijdschrift Rolling Stone dat de tracklist nog niet was samengesteld. Vervolgens maakte Spears op Twitter haar albumtitel bekend. De standaardversie van het album lekte twee weken voor de officiële verschijningsdatum van 11 maart 2011 uit. De gelekte versie kreeg van Rolling Stone een beoordeling van 4 uit 5 sterren. Nieuwswebsite "Digital Spy" gaf de gelekte versie 5 van de 5 sterren. Een aantal dagen later lekten ook de vier bonustracks uit.

### Singles
- "Hold It Against Me" (11 januari 2011). Nadat de demoversie uitgelekt was, werd de single voor het eerst op 10 januari op de radio gedraaid. Het lied kwam binnen op nummer 1 in de hitlijsten van Canada, België, Denemarken, Nieuw-Zeeland en de Verenigde Staten.
- "Till the World Ends" (4 maart 2011). Op 3 maart 2011 lekte de single uit, wat reden was om deze zo snel mogelijk uit te brengen, en op 4 maart deed Spears voor het eerst in 5 jaar een live radio-interview bij Ryan Seacrest. De single kwam op 6 april uit.
- "Till the World Ends (Femme Fatale Remix)". Op 25 april kwam deze remix uit in samenwerking met Ke$ha en Nicki Minaj.
- "I Wanna Go" (7 juni 2011). Op 16 mei 2011 werd aangekondigd dat "I Wanna Go" als derde single zou worden uitgebracht.
- "Criminal" zal de 4de single van Femme Fatale worden. De video kwam uit op 20 oktober.

### Promotie
Spears heeft niet aan promotie gedaan toen de eerste twee singles verschenen. Op 25 maart trad ze op als speciale gast in Las Vegas. Op 27 maart 2011 werd de Good Morning America-special in San Francisco opgenomen, die op 29 maart uitgezonden werd. Het was "Britney Day" op alle Amerikaanse zenders van MTV en Spears sloot de dag af met een liveoptreden en interview bij Jimmy Kimmel. Ook zou ze een interview en optreden doen bij Ellen Degeneres, maar door een fout in de planning werden die verschoven. In de zomer en herfst van 2011 zou ze door Amerika en Europa toeren met haar Femme Fatale Tour.
Voor 19 oktober 2011 was een optreden aangekondigd in Ahoy in Rotterdam. Dit zou Spears' eerste optreden in Nederland sinds 2004 worden.

## Tracklist
| Nr. | Titel                               | Muziek                                 | Duur  |
| --- | ----------------------------------- | -------------------------------------- | ----- |
| 1.  | Till the World Ends                 | Dr. Luke, Max Martin en Billboard      | 03:57 |
| 2.  | Hold It Against Me                  | Dr. Luke, Max Martin en Billboard      | 03:49 |
| 3.  | Inside Out                          | Dr. Luke, Max Martin en Billboard      | 03:38 |
| 4.  | I Wanna Go                          | Max Martin en Shellback                | 03:30 |
| 5.  | How I Roll                          | Bloodshy, Henrik Jonback en Magnus     | 03:36 |
| 6.  | (Drop Dead) Beautiful (met Sabi)    | Benny Blanco, Ammo, JMIKE en Billboard | 02:36 |
| 7.  | Seal It with a Kiss                 | Dr. Luke, Max Martin en Dream Machine  | 03:26 |
| 8.  | Big Fat Bass (met will.i.am)        | Will.i.am                              | 04:44 |
| 9.  | Trouble for Me                      | Fraser T Smith                         | 03:19 |
| 10. | Trip to Your Heart                  | Bloodshy, Henrik Jonback en Magnus     | 03:33 |
| 11. | Gasoline                            | Dr. Luke en Benny Blanco               | 03:08 |
| 12. | Criminal                            | Max Martin, Shellback                  | 03:45 |
| 13. | Up N' Down (bonusnummer)            | Max Martin, Shellback en Oligee        | 03:42 |
| 14. | He about to Lose Me (bonusnummer)   | Rodney "Darkchild" Jerkins             | 03:48 |
| 15. | Selfish (bonusnummer)               | Stargate en Sandy Vee                  | 03:43 |
| 16. | Don't Keep Me Waiting (bonusnummer) | Rodney "Darkchild" Jerkins             | 03:23 |
| 17. | Scary (bonusnummer)                 | Fraser T. Smith                        | 03:38 |

- Bij de luxe-editie zit een bonus-dvd met onder andere de videoclip en beelden achter de schermen van Hold It Against Me en de opnamen van het album.
- Bij de Premium Fan-editie zit een lp van Hold It Against Me en een boek met de gehele fotoreportage voor Femme Fatale. Het album heeft een alternatieve cover.

## Verschijningsdata
| Regio               | Datum         | Formaat      | Label        | Editie(s)                          |
| ------------------- | ------------- | ------------ | ------------ | ---------------------------------- |
| Nederland           | 25 maart 2011 | cd           | Sony Music   | Standard, Deluxe                   |
| België              | 25 maart 2011 | cd           | Sony Music   |                                    |
| Denemarken          | 25 maart 2011 | cd           | Sony Music   | Standard, Deluxe (met parfum)      |
| Noorwegen           | 25 maart 2011 | cd           | Sony Music   | Deluxe                             |
| Australië           | 25 maart 2011 | cd           | Sony Music   | Deluxe                             |
| Duitsland           | 25 maart 2011 | cd           | Sony Music   | Standard, Deluxe                   |
| Griekenland         | 28 maart 2011 | cd, download | Sony Music   |                                    |
| Mexico              | 28 maart 2011 | cd           | Sony Music   | Deluxe, Premium Fan                |
| Nieuw-Zeeland       | 28 maart 2011 | cd           | Sony Music   | Standard, Deluxe, Digipak          |
| Polen               | 28 maart 2011 | cd           | Sony Music   | Eco, Standard, Deluxe, Premium Fan |
| Zuid-Afrika         | 28 maart 2011 | cd           | Sony Music   | Deluxe                             |
| Verenigd Koninkrijk | 28 maart 2011 | cd           | RCA Records  | Standard, Deluxe (met parfum)      |
| Verenigde Staten    | 29 maart 2011 | cd, download | Jive Records | Standard, Deluxe, Premium Fan      |
| Brazilië            | 29 maart 2011 | cd           | Sony Music   | Standard                           |
| Filipijnen          | 29 maart 2011 | cd           | Sony Music   | Deluxe                             |
| Maleisië            | 29 maart 2011 | cd           | Sony Music   | Deluxe                             |
| Taiwan              | 29 maart 2011 | cd           | Sony Music   | Deluxe                             |
| Finland             | 30 maart 2011 | cd           | Sony Music   | Deluxe                             |
| Japan               | 6 april 2011  | cd           | Sony Music   | Deluxe                             |

## Hitnoteringen

### NederlandseAlbum Top 100
| Hitnotering: 02-04-2011 t/m 21-05-2011 | Hitnotering: 02-04-2011 t/m 21-05-2011 | Hitnotering: 02-04-2011 t/m 21-05-2011 | Hitnotering: 02-04-2011 t/m 21-05-2011 | Hitnotering: 02-04-2011 t/m 21-05-2011 | Hitnotering: 02-04-2011 t/m 21-05-2011 | Hitnotering: 02-04-2011 t/m 21-05-2011 | Hitnotering: 02-04-2011 t/m 21-05-2011 | Hitnotering: 02-04-2011 t/m 21-05-2011 | Hitnotering: 02-04-2011 t/m 21-05-2011 |
| Week:                                  | 1                                      | 2                                      | 3                                      | 4                                      | 5                                      | 6                                      | 7                                      | 8                                      |                                        |
| -------------------------------------- | -------------------------------------- | -------------------------------------- | -------------------------------------- | -------------------------------------- | -------------------------------------- | -------------------------------------- | -------------------------------------- | -------------------------------------- | -------------------------------------- |
| Positie:                               | 7                                      | 28                                     | 50                                     | 62                                     | 69                                     | 74                                     | 81                                     | 89                                     | uit                                    |

### VlaamseUltratop 100Albums
| Hitnotering: (Week 1 t/m 21) 02-04-2011 t/m 20-08-2011 Hitnotering: (Week 22) 17-09-2011 Hitnotering: (Week 23 t/m 25) 15-10-2011 t/m 29-10-2011 | Hitnotering: (Week 1 t/m 21) 02-04-2011 t/m 20-08-2011 Hitnotering: (Week 22) 17-09-2011 Hitnotering: (Week 23 t/m 25) 15-10-2011 t/m 29-10-2011 | Hitnotering: (Week 1 t/m 21) 02-04-2011 t/m 20-08-2011 Hitnotering: (Week 22) 17-09-2011 Hitnotering: (Week 23 t/m 25) 15-10-2011 t/m 29-10-2011 | Hitnotering: (Week 1 t/m 21) 02-04-2011 t/m 20-08-2011 Hitnotering: (Week 22) 17-09-2011 Hitnotering: (Week 23 t/m 25) 15-10-2011 t/m 29-10-2011 | Hitnotering: (Week 1 t/m 21) 02-04-2011 t/m 20-08-2011 Hitnotering: (Week 22) 17-09-2011 Hitnotering: (Week 23 t/m 25) 15-10-2011 t/m 29-10-2011 | Hitnotering: (Week 1 t/m 21) 02-04-2011 t/m 20-08-2011 Hitnotering: (Week 22) 17-09-2011 Hitnotering: (Week 23 t/m 25) 15-10-2011 t/m 29-10-2011 | Hitnotering: (Week 1 t/m 21) 02-04-2011 t/m 20-08-2011 Hitnotering: (Week 22) 17-09-2011 Hitnotering: (Week 23 t/m 25) 15-10-2011 t/m 29-10-2011 | Hitnotering: (Week 1 t/m 21) 02-04-2011 t/m 20-08-2011 Hitnotering: (Week 22) 17-09-2011 Hitnotering: (Week 23 t/m 25) 15-10-2011 t/m 29-10-2011 | Hitnotering: (Week 1 t/m 21) 02-04-2011 t/m 20-08-2011 Hitnotering: (Week 22) 17-09-2011 Hitnotering: (Week 23 t/m 25) 15-10-2011 t/m 29-10-2011 | Hitnotering: (Week 1 t/m 21) 02-04-2011 t/m 20-08-2011 Hitnotering: (Week 22) 17-09-2011 Hitnotering: (Week 23 t/m 25) 15-10-2011 t/m 29-10-2011 | Hitnotering: (Week 1 t/m 21) 02-04-2011 t/m 20-08-2011 Hitnotering: (Week 22) 17-09-2011 Hitnotering: (Week 23 t/m 25) 15-10-2011 t/m 29-10-2011 | Hitnotering: (Week 1 t/m 21) 02-04-2011 t/m 20-08-2011 Hitnotering: (Week 22) 17-09-2011 Hitnotering: (Week 23 t/m 25) 15-10-2011 t/m 29-10-2011 | Hitnotering: (Week 1 t/m 21) 02-04-2011 t/m 20-08-2011 Hitnotering: (Week 22) 17-09-2011 Hitnotering: (Week 23 t/m 25) 15-10-2011 t/m 29-10-2011 | Hitnotering: (Week 1 t/m 21) 02-04-2011 t/m 20-08-2011 Hitnotering: (Week 22) 17-09-2011 Hitnotering: (Week 23 t/m 25) 15-10-2011 t/m 29-10-2011 | Hitnotering: (Week 1 t/m 21) 02-04-2011 t/m 20-08-2011 Hitnotering: (Week 22) 17-09-2011 Hitnotering: (Week 23 t/m 25) 15-10-2011 t/m 29-10-2011 |
| Week: | 1 | 2 | 3 | 4 | 5 | 6 | 7 | 8 | 9 | 10 | 11 | 12 | 13 | 14 |
| --- | --- | --- | --- | --- | --- | --- | --- | --- | --- | --- | --- | --- | --- | --- |
| Positie: | 8 | 11 | 17 | 26 | 39 | 35 | 35 | 46 | 67 | 57 | 80 | 70 | 88 | 78 |
| Week: | 15 | 16 | 17 | 18 | 19 | 20 | 21 | | 22 | | 23 | 24 | 25 | |
| Positie: | 89 | 85 | 84 | 83 | 86 | 94 | 97 | uit | 97 | uit | 59 | 50 | 91 | uit |